# サンノゼ・レイダース
サンノゼ・レイダース(San Jose Raiders)は、アメリカ合衆国カリフォルニア州サンノゼを本拠地とするカラーガードチームである。

## 概要
1970年代にSan Jose Raiders Drum & Bugle Corpsとして設立。1971年から1983年までDCI(Drum Corps International)に参加。その後、1980年代に入りカラーガード単独のチームとして再編成。WGI(Winter Guard International)に参加。オープンクラス、ワールドクラスにおいて1990年から1994年までの5年連続優勝という快挙を成す。
1992年には初来日。マーチングin岡山他においてショウを披露。その後の日本のカラーガード界に鮮烈な影響を与えることとなる。

## 変遷
カリフォルニアが本拠地ということもあり、かつてはドラムコー団体であるブルーデビルス（The Blue Devils Drum & Bugle Corps)のメンバーを多く擁していたが、1995年からブルーデビルスが単体でWGIに参加し始めたこともあり、メンバー構成が大きく変化し、その後長らくチャンピオンの座から遠ざかることとなった。しかし、2003年のWGIでは8年ぶりの王座奪回を果たす。